# جامعة ديترويت ميرسي
جامعة ديترويت مرسي (بالإنجليزية: University of Detroit Mercy)‏ هي جامعة، تأسست في 1877، في الولايات المتحدة، وهي عضوة في رابطة الكليات والجامعات اليسوعية.